# José María Paz
José María Paz (Córdoba, 9 de septiembre de 1791-Buenos Aires, 22 de octubre de 1854) fue un militar argentino que participó en varias guerras de la Argentina.

## Sus primeros años
Hijo de criollos; su padre fue José Paz y su madre Tiburcia Haedo. Sus primeros estudios los realizó en la escuela de San Francisco. En 1804 ingresó como interno en el Seminario de Loreto, donde cursó filosofía y teología, para luego ingresar en la Universidad de Córdoba, terminando así su formación como bachiller de artes, con orientación a las matemáticas, el latín y la jurisprudencia. 
Luego de la Revolución de Mayo abandonó los estudios para ingresar en el Ejército del Norte.

## Batallas por la independencia
El 12 de septiembre de 1811 recibió la orden de marchar al Alto Perú a incorporarse al Ejército del Norte. En 1812 formó parte de las tropas del general Manuel Belgrano en las batallas de Tucumán y Salta, como ayudante del Barón de Holmberg, secretario de Belgrano. Por su arrojado valor obtuvo la insignia de «los defensores de la Patria», otorgada por el Segundo Triunvirato, y fue ascendido a capitán. 
Presenció el acto en el cual el general Belgrano otorgó su bastón de mando a la Virgen de la Merced.
Participó en las batallas de Vilcapugio y Ayohúma, y en la de Venta y Media, serias derrotas para el Ejército del Norte. En la de Venta y Media, en 1815, realizaba un reconocimiento de avanzada cuando se encontró con una partida de realistas españoles que lo tirotearon. Su brazo derecho quedó inutilizado de por vida por esas heridas. Debido a la posterior invalidez se lo conoció en su época como «el Manco Paz». En 1814, el director supremo Juan Martín de Pueyrredón lo ascendió a coronel y lo nombró al frente de los batallones de Dragones de la Patria.

## Su ingreso a las guerras civiles argentinas y elmotín de Arequito
En 1817, Manuel Belgrano recibió órdenes de acudir a participar de la guerra civil que venía convulsionando al centralismo porteño a un año de la Declaración de la Independencia de 1816, aunque Belgrano se abstuvo de participar en una guerra que ―como José de San Martín― consideraba fratricida. El coronel Paz fue enviado por el Directorio porteño a luchar a las órdenes de su comprovinciano Juan Bautista Bustos contra Estanislao López, caudillo santafesino y jefe de las fuerzas federales al oeste del río Paraná, en la batalla de La Herradura (Córdoba), donde López venció a Paz y a Bustos.
El Directorio de Pueyrredón ordenó a todos los ejércitos nacionales que hicieran deponer las armas a los federales. Hacia tal objetivo se dirigía el Ejército del Norte cuando, el 8 de enero de 1820, en las cercanías de la entonces posta de Arequito, el general Juan Bautista Bustos, acompañado por los coroneles Alejandro Heredia y José María Paz, sublevaron a una parte importante del ejército que volvía a Buenos Aires. Su esperanza era mantenerse apartados de un conflicto fratricida y enfrentarse con los realistas.
Con el Ejército a cuestas, volvieron a Córdoba, donde Bustos se apoderó del gobierno de la provincia contra la posición de Paz y otros militares que intentaban dirigirse a la frontera norte, amenazada por los españoles y sus adeptos. Esta acción privó al general José de San Martín del apoyo que requería, amagando a los realistas por el sur de Perú, así como al general Martín Miguel de Güemes, que defendía la provincia de Salta. Paz intentó derrocar a Bustos, pero fue obligado a retirarse a Santiago del Estero, donde permaneció dos años fuera de la política. En 1823 viajó a la provincia de Catamarca para instruir a doscientos soldados, a los que denominó Batallón de Cazadores, para participar en la última campaña al Alto Perú.

## La Guerra contra el Imperio del Brasil

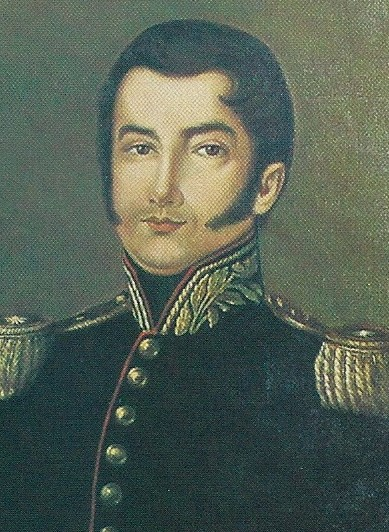
José María Paz en su juventud, óleo del pintor alemán Friedrich Bauer.

La Argentina debió emprender la llamada Guerra del Brasil o Guerra argentino-brasileña (conocida en Brasil como Guerra da Cisplatina) para liberar a la Provincia Oriental y a las Misiones Orientales, ocupadas por los lusobrasileños desde la derrota de José Artigas, que resultaba completa desde la batalla de Tacuarembó, de 1820. El conflicto militar de toda la Argentina con el Brasil se inició en 1825 y concluyó con desventaja ―pese a las victorias argentinas― en 1828.
Incorporado al Ejército Republicano con las tropas que había formado para la inútil campaña del Alto Perú, fue puesto al frente de las mismas, ya llamadas Regimiento de Cazadores. Participó en la Batalla de Ituzaingó, donde la mayor parte de su cuerpo fue diezmado; aun así tuvo una participación importante con solo un centenar de hombres, por lo que fue ascendido al grado de general por disposición del general Carlos María de Alvear. Cuando este se retiró del Ejército en campaña, le hizo entrega interina del mando del Ejército Nacional y es nombrado jefe del Estado Mayor General, pasando a ser el primer comandante general de carrera en la Argentina. Luego de firmada la paz con Brasil, Paz regresó a Buenos Aires, donde el general Juan Lavalle ―que acababa de derrocar al gobernador legal Manuel Dorrego― lo nombró su Ministro de Guerra. Pero se dedicó a formar un ejército que lucharía contra los caudillos del interior. Paz, de carácter independiente, se separó de Lavalle y decidió unirse a los unitarios para atacar al líder de los federales del interior, el general Bustos, que aún gobernaba Córdoba.

## Sus batallas contra los caudillos en laGuerra Civil
Paz, en sus escritos (en especial desde sus Memorias), relata cómo no podía creer que simples estancieros devenidos en caudillos pudiesen declarar guerras o hacer batallas contra un gobierno central constituido, con el apoyo de la población. Consideraba, según sus propias memorias que escribió años más tarde, en prisión, que en el Interior y en el Litoral, a diferencia de Buenos Aires, que había sido influenciada por las ideas emanadas de la Revolución francesa, la estructura colonial estaba aún vigente, solo que en ese período existían caudillos como Bustos, Quiroga, López, Aldao e Ibarra, que podían hacer frente a un ejército constituido y derrotarlo. Estos caudillos representaban ―en su opinión― algo poco positivo.
El general Paz se puso en marcha contra su excompañero Bustos, avanzando sobre Córdoba con una fuerza aproximada de 800 veteranos de la Guerra del Brasil, 80 artilleros y 90 reclutas, y de la derrota unitaria de Puente de Márquez. Bustos se retiró al valle de San Roque (actual Lago San Roque), donde, tras varios días de negociaciones, fue derrotado por Paz el 22 de abril de 1829 en la batalla de San Roque. Paz asumió como gobernador delegado por Bustos; Bustos pidió ayuda a Facundo Quiroga, quien acudió en su auxilio. Sin embargo, estos fueron derrotados en la batalla de La Tablada los días 22 y 23 de junio de 1829; las dotes especiales de táctico y estratega de Paz fueron contrapuestas con éxito al modo de combate desordenado de los milicianos federales, sin formación militar.
Después de la batalla, sus oficiales fusilaron a numerosos oficiales prisioneros. Luego de su victoria contra Quiroga, Paz organizó una formidable operación "de limpieza" sobre las serranías cordobesas, donde en general la población y los jefes locales no le eran adictos a él ni a su partido, campaña que puso al mando de Juan Esteban Pedernera y Juan Pascual Pringles, y consistió en toda clase de excesos y atropellos. Algunos autores mencionan hasta dos mil quinientos muertos.
Para financiarse recurrió al método que luego en sus escritos atribuirá a sus enemigos federales, reuniendo contribuciones forzosas entre los propietarios disidentes; a quienes se negaban a pagar, los mandó a formar en el ejército como soldados. Hizo confiscar los bienes de Bustos. Llegó a tener un conflicto de gravedad con el clero, que concluyó reemplazando sus autoridades locales por otras que le respondían.
Exceptuando al gobierno de Lamadrid en la provincia de La Rioja, que fue en realidad una invasión sin arraigo local, las provincias aliadas de Paz eran, en ese momento, Salta, Tucumán y Catamarca.
Al año siguiente, Facundo Quiroga se dirigió nuevamente la provincia de Córdoba con un gran ejército de más de 5000 hombres, y por primera vez el Tigre de los Llanos (apodo insultante que sus enemigos daban a Facundo Quiroga) incluyó a la infantería entre su tropa. Pese a todo Quiroga fue vencido nuevamente por Paz en la Batalla de Oncativo, mediante una notable maniobra que Paz implementa, lo que le hizo decir a Quiroga con admiración que Paz «es un general que gana batallas con figuras de contradanza», en alusión a sus conversiones y flanqueos, que le hacían pensar en esa danza importada de Inglaterra . Quiroga fue perseguido con tenacidad durante más de 15 km, perdiendo todo su ejército, y teniendo que asilarse en Buenos Aires. El antiguo cura, que había abandonado los hábitos,  José Félix Aldao, fue tomado prisionero; en este caso Paz respetó su vida, por lo que posteriormente sería duramente criticado por sus detractores, por supuesto dentro de su mismo partido.
Enseguida envió ejércitos hacia las provincias del interior para unirlas a su partido, identificado ―con cierta imprecisión― con los ideales del Partido Unitario porteño. Las sucesivas invasiones lograron ocupar Mendoza, San Juan, San Luis y La Rioja. Gracias al apoyo tucumano, también se confirmaría la preeminencia unitaria en Catamarca; meses más tarde, también la provincia de Santiago del Estero fue invadida desde Córdoba.
A La Rioja envió al coronel Gregorio Aráoz de Lamadrid, que se dedicó a saquear los bienes personales de Quiroga, perseguir a su familia y a sus aliados y cometer otros desmanes. Esto habría de provocar el regreso de Quiroga, quien hasta entonces se consideraba vencido y no quería seguir la guerra civil, incluso hizo varios intentos de acercar posiciones o limitar la violencia.
Una vez reemplazados los gobiernos populares por otros adeptos a Paz y a la noción de un gobierno central, convocó a sus representantes ―algunos muy nominales, ya que fueron directamente nombrados por Paz― junto a los de Tucumán y Salta. Estos firmaron un tratado de alianza ofensiva y defensiva, con forma de confederación inorgánica, ya que no definía una autoridad central en materia doméstica, pero ponía el comando militar y las relaciones exteriores en la persona del gobernador cordobés. No se intentó formar apropiadamente un gobierno central ni reunir un congreso, sino solo una unión de provincias a través de reuniones de delegados de los gobiernos. Paz logró que se le otorgase el título de Jefe Supremo Militar, quedando las provincias sometidas a su autoridad militar, civil e incluso judicial. La coalición unitaria es conocida como la Liga del Interior, por oposición a los  gobernadores del litoral, que él llamaría en sus memorias caudillos, en especial Juan Manuel de Rosas, de Buenos Aires, y Estanislao López, de Santa Fe, quien más tarde lo derrotaría a su estilo de siempre, casi sin pelear.
Poco después de establecida su primacía en las regiones mencionadas, Paz envió una oferta de paz al gobernador López, de Santa Fe, con un proyecto de organización constitucional, pero en esas circunstancias la propuesta fue rechazada por el santafesino.

## Paz prisionero

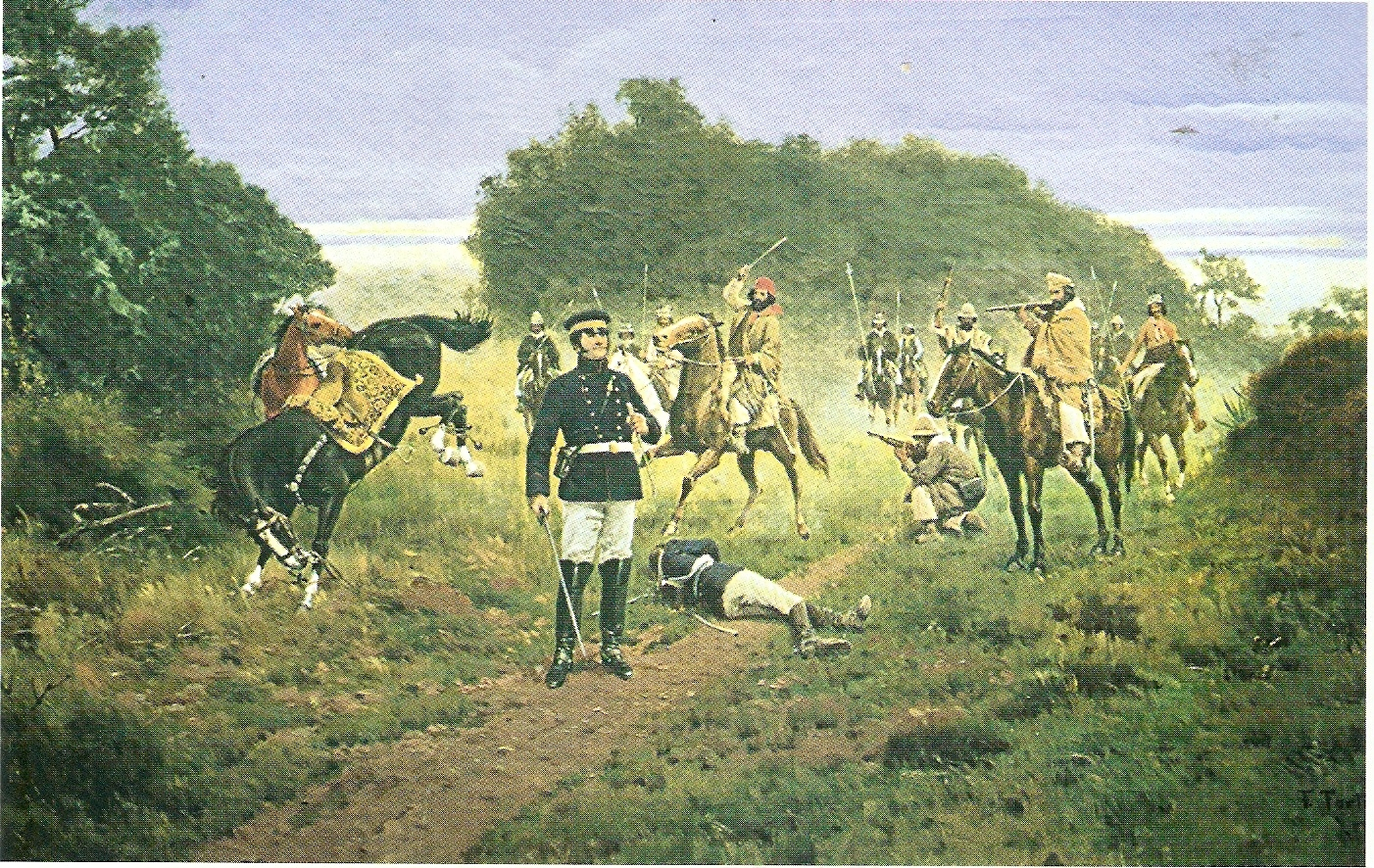
Captura del general José María Paz, óleo del pintor Francisco Fortuny.

En respuesta, los gobiernos del Litoral firmaron un tratado de alianza, el Pacto Federal, orientado a enfrentar a Paz y sus aliados. Entonces López avanzó lentamente hacia la frontera de Córdoba, mientras sus subordinados hacían breves campañas por el norte de la provincia. También el ejército de Rosas avanzó hacia Córdoba, al mando de Juan Ramón Balcarce. Por su parte, Quiroga cruzó el sur de Córdoba hacia Cuyo, al mismo tiempo que, en Santiago del Estero, Ibarra volvía a la lucha.
Las avanzadas federales vencieron a la vanguardia de Paz en la batalla de Fraile Muerto, derrota que obligó al gobernador a salir a campaña, con la intención de obligar a López a presentar batalla.
El 10 de mayo de 1831, mientras elegía el terreno en el que pensaba combatir a López, en unos bosquecillos próximos a la localidad de Villa Concepción del Tío (en el noreste de Córdoba), fue sorprendido por las fuerzas montoneras al mando de los hermanos Reynafé; su caballo fue boleado por un soldado de apellido Ceballos, y Paz cayó prisionero.
Entregado prisionero a Estanislao López, fue trasladado a la ciudad de Santa Fe, donde comenzó una etapa en prisión que se extendería por ocho años; los primeros cuatro en Santa Fe, mientras Rosas pedía a López que lo ejecutara, a lo que el santafesino se negó.
Durante su cautiverio en la aduana en Santa Fe, Paz comenzó a redactar sus Memorias. También allí, el 31 de marzo de 1835 contrajo matrimonio con su sobrina Margarita Weild (1814-1848), de 20 años, que le asistía en la prisión.
Tras el asesinato de Quiroga, Paz fue entregado a Juan Manuel de Rosas, en una rara conjura política entre Rosas y López. El caudillo santafesino ya se encontraba muy enfermo para lidiar con intrigas políticas.
Pasó cuatro años más de cautiverio en Luján, a 70 km al oeste de la ciudad Buenos Aires, hasta que en abril de 1839 se le otorgó la «libertad vigilada» en Buenos Aires, bajo juramento de mantenerse apartado de la oposición a Rosas. Pero las represalias que ocurrieron tras la derrota de la rebelión de los Libres del Sur le hicieron temer por la vida de su esposa e hijos. Desde Buenos Aires se fugó a Montevideo el 3 de abril de 1840.
Rosas intentó evitar que Paz regresase a sus actividades militares, para lo que le ofreció una misión diplomática en el exterior; pero Paz rechazó la propuesta y volvió a la Argentina para incorporarse al ejército de Juan Lavalle. Lo hizo a mediados de julio de 1840 en Punta Gorda, en la actual ciudad de Diamante, 46 al sur de la ciudad de Paraná, en la costa entrerriana del río Paraná, donde Lavalle reunió sus hombres para la campaña contra Buenos Aires.
Lavalle se negó a recibirlo y, tras una breve batalla indecisa en Sauce Grande, decidió embarcarse hacia San Pedro, mientras aconsejaba a Paz dirigirse a Corrientes para reunir refuerzos para su campaña. Mientras Lavalle cruzaba el ejército correntino a Buenos Aires sin permiso del gobierno de esa provincia, Paz viajó a Corrientes y se encontró en San Roque con el gobernador Pedro Ferré. A los pocos días, a principios de agosto, fue nombrado jefe del ejército correntino.

## Campañas en tierras correntinas y en Montevideo
Las Memorias de Paz, escritas en su mayor parte poco después de esos sucesos, cuentan que en Corrientes tuvo que lidiar con todo tipo de problemas. Entre ellos, la retirada de Lavalle, que lo dejó sin hombres útiles ni armas, ante lo cual organizó un ejército de adolescentes ―los escueleros de Paz, como los llamaban en esa provincia― y jóvenes, con solo doscientos fusiles de chispa, algunos barriles de pólvora vieja, y pocos viejos veteranos de sus Cazadores de la guerra contra el Brasil.
Con este incipiente ejército, al que llegó disciplinar correctamente, venció al gobernador entrerriano Pascual Echagüe el 28 de noviembre de 1841 en la Batalla de Caaguazú, una de las más brillantes batallas que se ha visto el suelo argentino ―aún hoy materia militar de estudio― en donde la inteligencia y estrategia militar del general Paz quedó en evidencia.
Aprovechando la victoria, en 1842 ocupó la ciudad de Paraná en persecución de Echagüe, internándose en Entre Ríos y haciéndose nombrar gobernador de esa provincia. Pero el gobernador Ferré, indignado por ese nombramiento, le retiró su apoyo y lo obligó a abandonar la capital entrerriana. Firmó una alianza con el presidente uruguayo Fructuoso Rivera, pero acto seguido abandonó la provincia y se refugió en Montevideo junto con su familia.
Al llegar a Montevideo la noticia de la batalla de Arroyo Grande, del 12 de diciembre de 1842, fue nombrado Comandante en Jefe del llamado Ejército de Reserva (colorado), para poder hacer frente al ejército uruguayo de Manuel Oribe. Este, apoyado por Rosas, sitió a los colorados en Montevideo, con lo que se inició la Guerra Grande en el Uruguay. Organizando eficazmente la defensa, Paz permaneció al frente de ese cuerpo hasta junio de 1844, en que pasó a Brasil.
Desde allí comenzó el regreso a Corrientes, donde el nuevo gobernador, Joaquín Madariaga, lo nombró Director de la Guerra contra Rosas. Su plan principal era atacar Entre Ríos, que estaba desguarnecida por la ausencia del gobernador Justo José de Urquiza, y ―de ser posible― llegar a Buenos Aires.
Paz asumió el comando del que llamó Cuarto Ejército, y aprovechando que Rosas se negaba a reconocer la independencia de Paraguay, firmó con su presidente Carlos Antonio López el Tratado de Alianza y Convención Adicional del 11 de noviembre de 1845. Este envió en su ayuda un pequeño ejército al mando de su hijo, el después presidente Francisco Solano López, pero que nunca llegó a unirse a las fuerzas correntinas.
En los primeros días de 1846, Urquiza y Servando Gómez invadieron Corrientes. Paz decidió repetir la hazaña de Caaguazú, retirándose lentamente para atraerlo a una trampa perfecta en un rincón en los esteros de Ubajay. Pero Urquiza no cayó en la trampa, sino que aprovechó para ocupar más de la mitad de la provincia, que Paz le dejaba ocupar, lo que le valió la oposición de muchos correntinos. Fue por ello que el jefe de la retaguardia en la retirada, Juan Madariaga, se arriesgó en la batalla de Laguna Limpia, donde fue derrotado completamente y tomado prisionero. Urquiza siguió avanzando lentamente hasta enfrentar la posición defensiva de Paz, pero ―sabiendo por la correspondencia que había tomado en la batalla cuáles eran las intenciones de su enemigo― retrocedió hasta Entre Ríos, sin ser perseguido. Enseguida se iniciaron negociaciones entre Urquiza y el gobernador correntino, por medio de su hermano Juan.
Paz se negó a pactar nada con Urquiza, y ―ante la insistencia del gobernador― organizó una revolución que lo depuso, con apoyo en la Legislatura correntina, en marzo de 1846. Una rápida reacción de los partidarios de Madariaga obligó al general a huir a Paraguay. Sin la posición intransigente de Paz, Urquiza y Madariaga firmaron el Tratado de Alcaraz, en que se intentaba una avenimiento entre las partes. El rechazo de este tratado por parte de Rosas obligó a Urquiza a invadir Corrientes a fines de 1847, lo que terminó con el gobierno de Madariaga, última oposición que quedaba al gobierno de Rosas en toda la Confederación.

## Los últimos tiempos

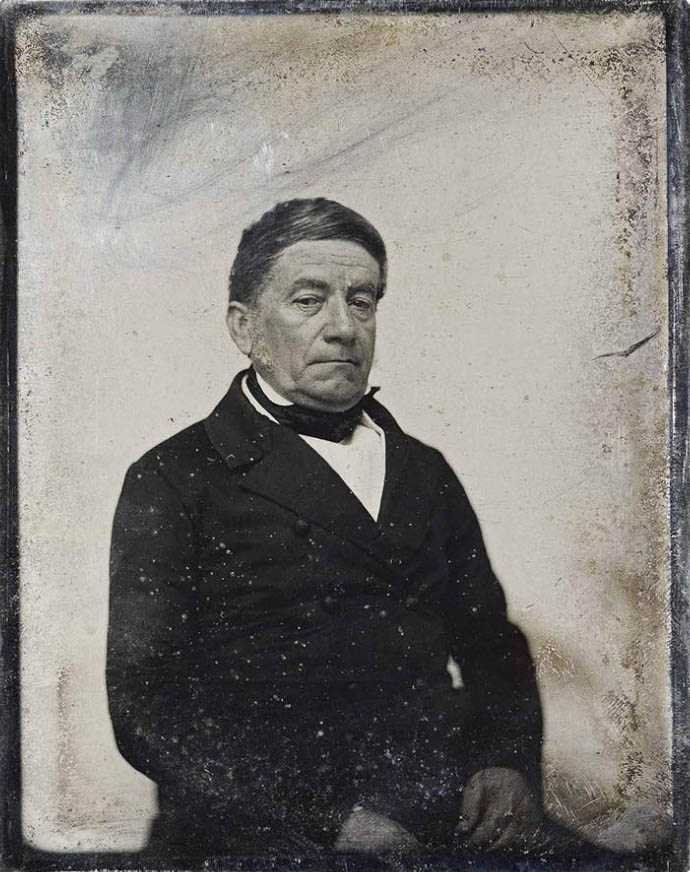
Daguerrotipo que retrata a José María Paz en el inicio de su vejez c.1850.

Mientras tanto, Paz terminó asilado en Río de Janeiro, donde, sumido en la pobreza, se estableció como granjero. Allí murió su esposa el 5 de junio de 1848, durante el alumbramiento de su noveno hijo, dejando a Paz con la tarea de crianza de los niños, de los cuales seis murieron a temprana edad. En sus ratos libres completó sus Memorias, que había comenzado en sus años de prisión.
Con el tiempo había llegado a la convicción de que Rosas terminaría derrotado por sus propios subalternos. Eso fue exactamente lo que ocurrió: al enterarse del pronunciamiento de Urquiza contra Rosas se trasladó a Montevideo, donde esperó el desenlace favorable. Ya en Buenos Aires, Urquiza se quejaría por su presencia, pero a pesar de todo lo reconoció con el grado de brigadier general de la Confederación Argentina.
Después de la revolución del 11 de septiembre de 1852, el gobernador Manuel Guillermo Pinto le encargó una misión en las provincias del Interior: debía atraerlas hacia la causa de Buenos Aires, para rechazar el Acuerdo de San Nicolás y formar un Congreso Constituyente dominado la provincia de Buenos Aires, del cual quedarían excluidos los federales. Los gobernadores de las provincias de Santa Fe y Córdoba le prohibieron entrar en ellas, por lo que el gobernador Valentín Alsina lo puso al mando de un ejército ―con sede en San Nicolás de los Arroyos― destinado a invadir ambas provincias.
El sitio de Buenos Aires por parte de Hilario Lagos lo obligó a regresar a la capital, donde fue nombrado ministro de guerra. Tuvo un papel destacado en la organización de la resistencia porteña, que terminó con el fracaso del sitio y la estabilización de una situación inédita: la separación del Estado de Buenos Aires del resto del país, ejerciendo en la práctica como un estado independiente. De esa época es un hecho interesante que revela la personalidad de Paz: el estadounidense John Halstead Coe, almirante de la flota de la Confederación Argentina en lucha contra el Estado de Buenos Aires, cambió de bando por una importante suma de dinero, Al día siguiente de la traición, Coe abordó la corbeta estadounidense Jamestown rumbo a Estados Unidos, siendo celebrado en el puerto de Buenos Aires por la clase dirigente de Buenos Aires, que lo saludaban con apretones de mano; cuando Coe quiso hacer lo mismo con el general Paz, éste rechazó el saludo diciéndole: «El General Paz no saluda a traidores».
A pesar de su desacuerdo con la formación de un congreso constituyente porteño, fue elegido diputado del mismo, aunque ―por razones de salud― asistió en forma esporádica. El 11 de abril de 1854, día de la aprobación y firma de la Constitución provincial, estuvo para expresarse en contra de que este fuera interpretado como una declaración de independencia, posición que era sostenida por Bartolomé Mitre y otros dirigentes porteños. Fue este su último acto político.
Murió en Buenos Aires en el mes de octubre, y fue sepultado en el Cementerio de la Recoleta con los más altos honores.
En 1944, por iniciativa de Víctor Martínez, diputado nacional por Córdoba, se creó el Liceo Militar General Paz en la ciudad de Córdoba. En 1956, cadetes de la décima promoción del Liceo trasladaron los restos de Paz desde la Recoleta hasta la Catedral de Córdoba. Años más tarde, por decisión de sus descendientes, los restos de su esposa fueron repatriados desde Brasil, y también descansan junto a los de Paz.
Gran parte del límite seco entre la Ciudad Autónoma de Buenos Aires y la provincia de Buenos Aires lleva en su homenaje el nombre de avenida General Paz.